# Classe Furor
La classe Furor fu un gruppo di sei cacciatorpediniere della Armada Española progettato a partire dal precursore Destructor e derivato dai britannici 27 knotters.

## Progetto
Le navi vennero costruite nei cantieri J & G Thompson di Clydebank, in Scozia, appunto partendo dal progetto inglese dei 27 knotters, ed i primi due vennero considerati un sottotipo a parte.
Erano navi leggere, da 380 t, ma armate e veloci in modo tale da poter contrastare qualunque torpediniera dell'epoca; la loro scarsa autonomia non ne faceva comunque delle unità di squadra nel senso che non potevano stare al passo delle unità maggiori per lungo tempo ma solo difenderle in un'area localizzata. I cannoni Nordenfeldt da 75 e 57 mm, due per ogni calibro, e le due mitragliatrici Maxim da 37mm erano insieme ai due tubi lanciasiluri da 350mm le armi offensive delle navi di questa classe.
La corazzatura era inesistente nonostante lo scafo fosse in acciaio; questo era un grosso punto debome poiché, come dimostrarono i fatti di San Juan de Puertorico, un proiettile anche di medio calibro poteva mettere la nave fuori combattimento

## Servizio
Le 6 navi della classe furono:
| Nome       | Anno impostazione | Anno radiazione | Causa     | Osservazioni                  |
| ---------- | ----------------- | --------------- | --------- | ----------------------------- |
| Furor      | 1896              | 1898            | Affondato | Battaglia di Santiago di Cuba |
| Plutón     | 1897              | 1898            | Affondato | Battalla di Santiago di Cuba  |
| Terror     | 1896              | 1925            | Radiato   | Demolito                      |
| Audaz      | 1897              | 1924            | Radiato   | Demolito                      |
| Osado      | 1898              | 1924            | Radiato   | Demolito                      |
| Proserpina | 1898              | 1931            | Radiato   | Demolito                      |

Durante la guerra ispano-americana le navi della classe furono divise in due gruppi, di scorta alle due distinte squadre navali impegnate; il gruppo A, con Furor, Terror e Pluton andò con la squadra dell'ammiraglio Cervera diretta a Cuba, e il gruppo B con Proserpina, Audaz e Osado  di scorta alla corazzata Pelayo doveva attraversare il canale di Suez, ma ne fu impedito dall'ostruzionismo del magnate statunitense Randolph Hearst che precluse il rifornimento di carbone; i cacciatorpediniere erano a rimorchio di alcuni incrociatori ausiliari. Il gruppo B ebbe l'ordine di rientro il 3 luglio, partì il 4 da Porto Said e rientrò a Mahon il 13 luglio dopo uno scalo a Messina